# Kulam Ara
Kulam Ara is een bestuurslaag in het regentschap Pidie van de provincie Atjeh, Indonesië. Kulam Ara telt 416 inwoners (volkstelling 2010).